# Crescendo
Crescendo (ital., præs. part. af lat. crescere 'at vokse') er en musikalsk betegnelse for gradvis tiltagende lydstyrke. Aftagende lydstyrke betegnes decrescendo/diminuendo. Crescendo noteres ved en kile som gradvist bliver bredere og bredere, i takt med at musikkens volumen øges. Efter kilen noteres der ofte en dynamikangivelse, så man ved hvilken lydstyrke der er endestationen.